# کانیکور
کانیکور یا حسین‌آباد روستایی در دهستان زردبن بخش پیشین شهرستان راسک استان سیستان و بلوچستان ایران است.

## جمعیت
بر پایه سرشماری عمومی نفوس و مسکن در سال ۱۳۹۵ جمعیت این روستا ۵۵۹ نفر (۱۳۸خانوار) بوده‌است.